# Булинко Аліна Леонідівна
Аліна Леонідівна Булинко (рос. Алина Леонидовна Булынко; нар. 16 червня 1997, Москва, РФ) — російська акторка кіно та телебачення.

## Життєпис
Аліна Булинко народилася 16 червня 1997 року на Москві.
Навчалася в школі з поглибленим вивченням англійської мови. З п'ятирічного віку займалася класичним балетом. 
Після закінчення школи вступила на факультет психології Російського державного гуманітарного університету, який закінчила у 2019 році.
У кіно дебютувала в 2004 році, у семирічному віці, в стрічці «Апокриф: музика для Петра і Павла».

## Фільмографія
- 2020 — Філатов / Филатов — Ліза, старша дочка Філатова
- 2018 — Ялинки останні / Ёлки последние — Варя
- 2013 — Син батька народів / Сын отца народов — Ніна Орлова в юності
- 2011 — Кримінальні обставини / Криминальные обстоятельства — Варя
- 2010 — Кохання-зітхання 3 / Любовь-морковь 3 — Світлана Голубєва, дочка Марини та Андрія
- 2010 — Ялинки / Ёлки — Варя, дівчинка з дитбудинку
- 2009 — Перша спроба / Первая попытка — Мара в дитинстві
- 2009 — Шлюб за заповітом / Брак по завещанию — Саша у дитинстві
- 2008 — Шалений янгол / Шальной ангел — Ксюша-Крихітка
- 2008 — Вкрасти у … / Украсть у … — Даша
- 2008 — Кохання-зітхання 2 / Любовь-морковь 2 — Світлана Голубєва, дочка Марини та Андрія[2]
- 2008 — І все-таки я кохаю… / И всё-таки я люблю… — Рита в дитинстві
- 2007 — Сині ночі / Синие ночи — Ксюша Рябініна
- 2007 — Дюймовочка / Дюймовочка — ельф
- 2007 — Оля + Коля / Оля + Коля — Настя Бєгунова
- 2004 — Апокриф: музика для Петра і Павла / Апокриф: музыка для Петра и Павла — племінниця Петра Чайковського